# 梅西耶23
M23，也稱為NGC 6494，是靠近人馬座這個星座西北方的一個疏散星團 。它是查爾斯·梅西耶於1764年6月20日發現的。在良好的觀測環境下，可以用雙筒望遠鏡或中等大小的望遠鏡看見它。它位於大範圍的氣體含塵埃雲的前面，但與它們似乎沒有關連。它在太陽運行平面的5度之內，因此有時會被月球遮蔽到。
這個星團的中心距離地球約2,050光年，估計成員的數量在169到414，直接計數的質量為1,206 M☉；使用維里定理推算的質量則為1,332 M☉ 。推測星團的年齡在3.3億年，與太陽比較的金屬量 [Fe/H] = −0.04。最亮的恆星視星等為+9.3，成員中有5顆是紅巨星的候選者，遠在南方的人馬座VV是橙色的變星，是漸近巨星支的候選者。
有一顆6等星顯示在圖的右上角，也就是在西北方的遠處，這是一顆前景星：HD 163245（HR 6679）。它的視差偏移是9.8912±0.0518 mas，考慮到自行，這意味著它的距離大約在101秒差距（330光年）之外。

## 圖集

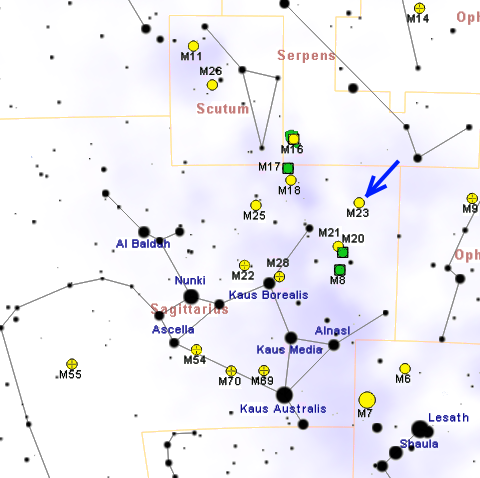
顯示M23位置的星圖。

## 註解和參考資料

### 註解
1. ↑  在藍白色的7等星HD 163427東側

## 外部連結
- Messier 23, SEDS Messier pages （页面存档备份，存于）
- WikiSky上关于梅西耶23的内容：DSS2, SDSS, GALEX, IRAS, 氢α, X射线, 天文照片, 天图, 文章和图片